# جزيرة ميوس نوم
جزيرة ميوس نوم هي إحدى جزر بياك وهي مجموعة جزر تقع مقابل خليج طائر الجنة شمال جزيرة غينيا الجديدة وتتبع مقاطعة بابوا في إندونيسيا.
يفصل مضيق ميوس نوم جزيرة يابن عن جزيرة ميوس نوم. جزيرة نومفور وجزيرة بياك تقعان شمالها عبر مضيق أروري.